# 평강 전씨
평강 전씨(平康全氏)는 강원도 평강군을 본관으로 하는 한국의 성씨이다. 시조 전빈(全賓)은 고려에서 정언(正言), 숙천부사(肅川府使) 등을 지내고 조선이 건국하자 보문각대제학(寶文閣大提學)으로 평강백에 봉해졌다.

## 참고 자료
- “평강전씨(平康全氏)”. 뿌리를 찾아서.[깨진 링크(과거 내용 찾기)]